# Węgorzewo (Złotów)
Pour les articles homonymes, voir Węgorzewo (homonymie).
Węgorzewo (prononciation : [vɛnɡɔˈʐɛvɔ]) est un village polonais de la gmina d'Okonek dans le powiat de Złotów de la voïvodie de Grande-Pologne dans le centre-ouest de la Pologne.
Il se situe à environ 8 km au nord-est d'Okonek (siège de la gmina), 28 km au nord de Złotów (siège du powiat), et à 133 km au nord de Poznań (capitale de la Grande-Pologne).

## Histoire
De 1725 à 1945, Vangerow fait partie de l'arrondissement de Neustettin dans le district de Köslin au sein de la province de Poméranie.
De 1975 à 1998, le village faisait partie du territoire de la voïvodie de Piła.

Depuis 1999, Węgorzewo est situé dans la voïvodie de Grande-Pologne.